# 科諾弗 (北卡羅萊納州)
科諾弗（英語：Conover）是一個位於美國北卡羅萊納州卡托巴縣的城市。

## 人口
根據2020年美國人口普查的數據，科諾弗的面積為29.01平方千米，當中陸地面積為28.93平方千米，而水域面積為0.08平方千米。當地共有人口8421人，而人口密度為每平方千米290人。